# Lijst van burgemeesters van Bergambacht
Dit is een lijst van burgemeesters van de Nederlandse gemeente Bergambacht in de provincie Zuid-Holland. Van 1907 tot 1985 werd het burgemeestersambt gecombineerd met dat van Ammerstol. In laatstgenoemd jaar ging Ammerstol in Bergambacht op.  Ook al eerder - in de negentiende eeuw - was er regelmatig sprake van een dergelijke combinatie.
Bergambacht ging in 2015 op in de nieuwe gemeente Krimpenerwaard.
| Ambtsperiode | Naam burgemeester                                                     | Partij of stroming | Bijzonderheden                                                 |
| ------------ | --------------------------------------------------------------------- | ------------------ | -------------------------------------------------------------- |
| 1811 - 1817  | Jan Pieterszoon Smits                                                 |                    |                                                                |
| 1817 - 1849  | Pieter Janszoon Smits                                                 |                    |                                                                |
| 1850 - 1852  | Jan Smits van der Goes                                                |                    |                                                                |
| 1852 - 1855  | Arij Sebastiaan Smits                                                 |                    |                                                                |
| 1856 - 1889  | Pieter Johannes Smits                                                 |                    |                                                                |
| 1889 - 1895  | Jhr. Anton Hendrik Pieter Carel van Suchtelen van de Haare (1859-1920 | ARP                | later burgemeester van de gemeenten Ambt Delden en Stad Delden |
| 1895 - 1907  | Pieter Hoytema van Konijnenburg (1868-1921)                           |                    | later burgemeester van Enkhuizen en Naarden                    |
| 1907 - 1931  | Jacobus Albertus August Uilkens (1866-1939)                           |                    |                                                                |
| 1932 - 1938  | J. (Jan) Kooiman                                                      |                    | vh. burgemeester van Vledder                                   |
| 1938 - 1947  | J.H. Winkler                                                          | VDB, 1946: PvdA    | Later burgemeester van Sliedrecht                              |
| 1947 - 1972  | J.G. Diepenhorst                                                      | PvdA               |                                                                |
| 1972 - 1977  | C.J. (Cor) de Ronde                                                   | PvdA               |                                                                |
| 1978 - 1989  | P.J. Huijbrecht                                                       | PvdA               |                                                                |
| 1989 - 2000  | Douwe van Dam                                                         | PvdA               | Was eerder raadslid en wethouder in Hilversum                  |
| 2000 - 2005  | Hans Oosters                                                          | PvdA               |                                                                |
| 2005 - 2014  | Arie van Erk                                                          | Gemeentebelang     | waarnemend, sinds 2014 burgemeester van Hillegom               |